# Epoka geologiczna
Epoka geologiczna – formalna jednostka geochronologiczna podziału dziejów Ziemi (np. plejstocen), mająca od kilku do kilkudziesięciu milionów lat. Epoka wchodzi w skład okresów, dzieli się natomiast na wieki.
Za kryteria wyróżnienia przedziałów czasowych dla poszczególnych epok przyjmowano zwykle wielkie ruchy górotwórcze, pojawienie się lub wymarcie charakterystycznych organizmów roślinnych lub zwierzęcych.
Chronostratygraficznym odpowiednikiem epoki jest oddział.

## Źródła
- International Commission on Stratigraphy (ang.)